# Baquílides

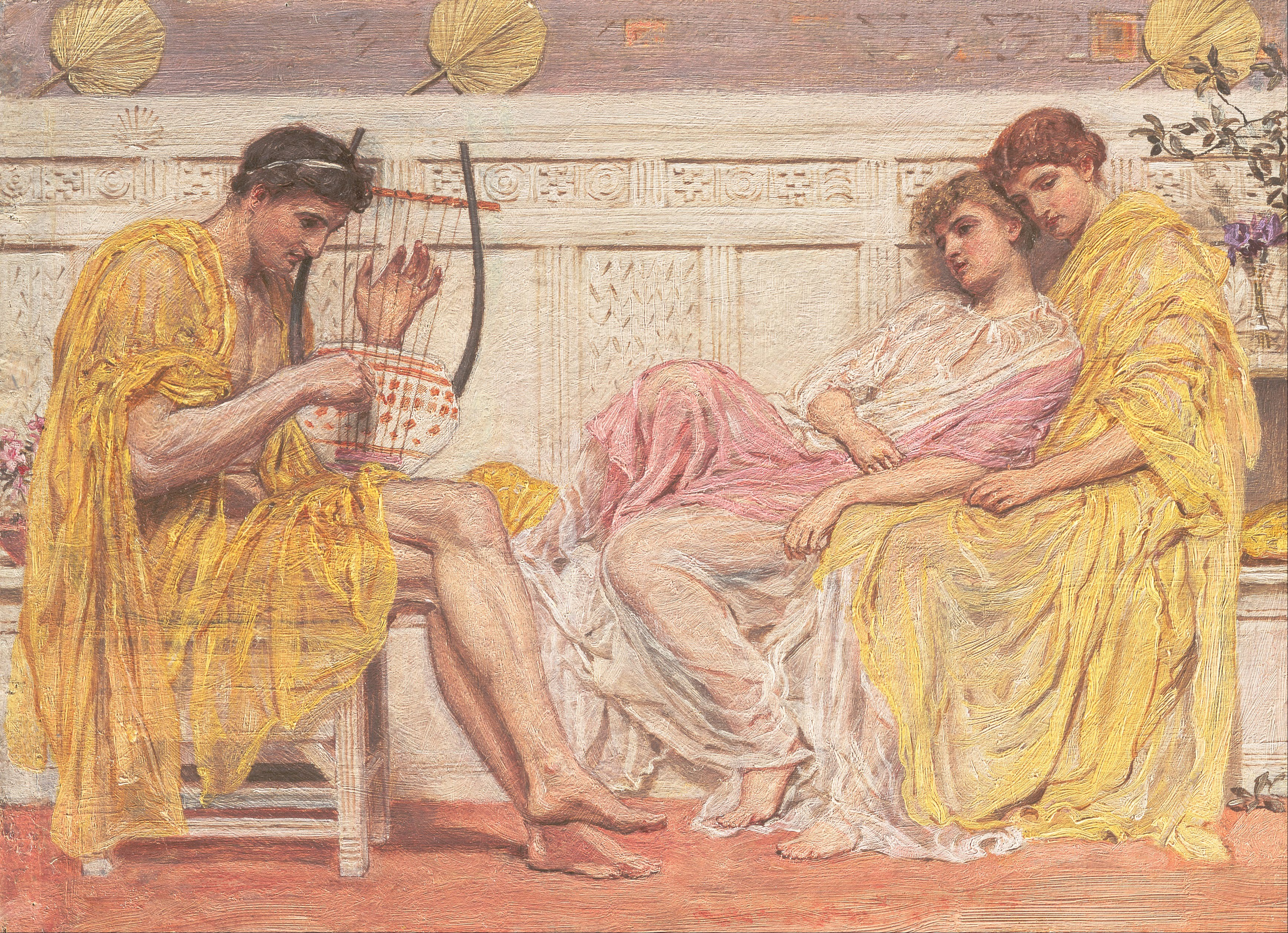
Cuadro de Albert Joseph Moore: Un músico, quizá Baquílides.

Baquílides de Ceos (en griego antiguo: Βακχυλίδης, Bakhylídēs; ca. 565-430 a. C.) fue un poeta lírico coral griego de los siglos VI-V a. C.

## Biografía
No se conoce mucho sobre la vida de Baquílides. Era sobrino y discípulo del poeta Simónides de Ceos, a quien siguió a la corte de Hierón I de Siracusa. Viajó después por Tesalia y Macedonia. Además de epinicios (odas a los vencedores de los Juegos Olímpicos), compuso himnos a los dioses y soberanos, como Alejandro I de Macedonia, hijo de Amintas I. Pasó largo tiempo en Atenas, donde participó en numerosos concursos. Tal vez retornó a Ceos, donde cantó al atleta Lacón en las odas sexta y séptima. Según ciertos autores, se exilió refugiándose en Esparta, si no marra su interpretación de la oda novena y del ditirambo Idas en que se funda esta conjetura. 
No pertenecía al clan de las doscientas familias y, como Píndaro, se dedicaba a elaborar epinicios, una especie de odas triunfales destinadas a cantar las victorias de los atletas y aurigas en los Juegos Olímpicos. Una vez le arrebató un encargo al famoso Píndaro de manos nada menos que de Hierón de Siracusa, lo que el poeta, adversario suyo y de su tío Simónides, no le perdonó jamás.

## Obra
La tradición atribuye a Baquílides seis libros de himnos a los dioses, tres libros de elogios y uno de epinicios. Todo esto se había perdido por completo y sólo quedaban fragmentos conservados a través de citas de eruditos alejandrinos y bizantinos hasta fines del siglo XIX, pero en 1897 se encontraron en Egipto dos rollos de papiro del siglo I o II que contenían veinte de sus poemas, un total de 1070 líneas, aunque con muchas lagunas, que fueron comprados por el Museo Británico. En ellos se echa de ver que, a manera de un futuro Tibulo, ansiaba la paz y detestaba la guerra, pese a que vivió en la gran edad de oro imperialista de Atenas; en esos papiros se encuentran además los únicos ejemplos conocidos de la composición lírica predramática en honor de Dioniso denominada ditirambo. Baquílides fue además quien formuló aquella memorable sentencia según la cual «más valiera a los hombres no haber nacido». En uno de sus ditirambos introduce por vez primera en la poesía griega un diálogo en el que el director del coro se transforma en personaje, lo que se considera un antecedente remoto de la primitiva tragedia ática. El arte de Baquílides es de más fácil acceso que el de Píndaro, lo que explica la gran popularidad que disfrutó en su época, si bien a ojos de la posteridad fue eclipsado por su rival. El estilo de Baquílides es claro y sincero, detallista, elegante y con habilidad para evocar los motivos mitológicos. 
- Oda 1: para Archeios de Ceos, vencedor en la lucha los Juegos Ístmicos, fecha desconocida.
- Oda 2: para el mismo, vencedor en la lucha de los Juegos Ístmicos.
- Oda 3: para Hierón I de Siracusa, vencedor en la carrera de carros de los Juegos Olímpicos de 468 a. C.
- Oda 4: para el mismo, vencedor en la carrera de carros de los Juegos Píticos del 470 a. C.
- Oda 5: para el mismo, vencedor en la carrera hípica de los Juegos Olímpicos de 476 a. C.
- Oda 6: para Lacón de Ceos, vencedor en la carrera pedestre de los Juegos Olímpicos de 452 a. C.
- Oda 7: para el mismo, vencedor en la carrera pedestre de los Juegos Olímpicos de 452 a. C.
- Oda 8: para Liparión de Ceos (?)
- Oda 9: en honor de Automedes de Fliunte, vencedor de pentatlón en los Juegos Nemeos.
- Oda 10: para Pasias de Atenas, vencedor en la carrera pedestre de los Juegos Ístmicos, fecha desconocida.
- Oda 11: para Alexidamo de Metaponto, vencedor en lucha de los juegos Píticos, fecha desconocida.
- Oda 12: para Tisias de Egina, vencedor de lucha de los Juegos Nemeos, fecha desconocida.
- Oda 13: para Piteas de Egina, vencedor de pancracio en los juegos de Nemea, 483 a. C.(?).
- Oda 14: para Cleoptólemo de Tesalia, vencedor en carrera de carros de los juegos petrenos, fecha desconocida.
- Oda 14b: para Aristóteles de Larisa, vencedor en una carrera hípica.
- Oda 15 (Ditirambo 1): Los hijos de Antenor, o Helena recobrada.
- Oda 16 (Ditirambo 2): Hércules (o Deyanira), para los délficos.
- Oda 17 (Ditirambo 3): Teseo.
- Oda 18 (Ditirambo 4): Teseo.
- Oda 19 (Ditirambo 5): Io, para los atenienses;
- Oda 20 (Ditirambo 6): Idas, para los espartanos.

## Referencia bibliográfica
- Baquílides (1988). Odas y fragmentos. Editorial Gredos. Madrid. ISBN 978-84-249-1263-5.